# Elvira Rodríguez
María Elvira Rodríguez Herrer (Madrid, 15 de mayo de 1949) es una economista y política española del Partido Popular, diputada en el Congreso de los Diputados por Madrid desde 2019. Anteriormente, también representó a Murcia (2004-2006) y Jaén (2011-2012).
Destaca su labor como ministra de Medio Ambiente entre 2003 y 2004 y presidenta de la Comisión Nacional del Mercado de Valores de 2012 a 2016. Posteriormente, entre febrero de 2017 y junio de 2018, fue la presidenta de Tragsa, una empresa pública participada al 51% por SEPI.
A nivel autonómico ha sido presidenta de la Asamblea de Madrid entre 2007 y 2011 así como consejera de Transportes e Infraestructuras de la Comunidad de Madrid entre 2006 y 2007.

## Biografía
Elvira Rodríguez nace en Madrid un 15 de mayo. Es licenciada en Ciencias Económicas y políticas por la Universidad Complutense de Madrid con nota de sobresaliente, interventora y fue una de las primeras mujeres auditora del Estado. En 1996, tras la llegada del Partido Popular al Gobierno, el Consejo de Ministros le nombra directora general de Presupuestos, en el Ministerio de Economía y Hacienda a las órdenes de Rodrigo Rato. En 1997 es designada por el Consejo de Ministros representante de la Administración General del Estado en la Comisión Mixta del Cupo Vasco, cargo que renueva en 1999.
Tras la nueva victoria del Partido Popular y el acceso de Cristóbal Montoro al Ministerio de Hacienda, en el año 2000 es nombrada secretaria de Estado de Presupuestos y Gastos. No es hasta el año 2002 cuando se afilia al Partido Popular, tras ser invitada por el presidente José María Aznar. En el congreso del partido de ese año Elvira Rodríguez elabora la ponencia económica que defiende bajo el título 'Hacia la sociedad del pleno empleo y de las oportunidades'. En marzo de 2003, Rodríguez es nombrada ministra de Medio Ambiente, cargo que ocupa hasta abril de 2004.
Tras esto, es elegida diputada por Murcia, vocal de la Comisión de Economía y Hacienda del Congreso de los Diputados, y de la Comisión de Presupuestos y portavoz de la Comisión Mixta para las Relaciones con el Tribunal de Cuentas. Formó parte del Comité Ejecutivo y de la Junta Directiva Nacional del Partido Popular y desde el año 2004 formó parte del equipo Mariano Rajoy como secretaria de Política Económica y Empleo del Partido Popular. Presidió el PP de Majadahonda hasta julio de 2006.
Ha sido consejera de Transportes de la Comunidad de Madrid, en el gobierno de Esperanza Aguirre entre 2006 y 2007, culminando con éxito la ampliación de Metro de Madrid, la mayor ampliación de una red de metro del mundo[cita requerida] con la inauguración de 90 nuevos kilómetros y más de 80 estaciones. Desde junio de 2007 y hasta el 7 de junio de 2011 fue presidenta de la Asamblea de Madrid.
Diputada en la X Legislatura desde diciembre de 2011 hasta septiembre de 2012. Desde el 28 de septiembre de 2012 fue la presidenta de la Comisión Nacional del Mercado de Valores (CNMV) en sustitución de Julio Segura Sánchez. El Consejo de la Comisión Nacional del Mercado de Valores (CNMV) asumió las responsabilidades del organismo ante el fin del mandato de la presidenta y la vicepresidenta el 6 de octubre.
Desde marzo de 2017 hasta septiembre de 2018 fue presidenta de la empresa pública Tragsa.
En 2019 volvió Congreso de los Diputados por la Comunidad de Madrid. En 2020 se convierte en vicesecretaria sectorial del Partido Popular.
Elvira es dama de la Castiza Orden de la Vieira.

## Cargos desempeñados
- Directora general de Presupuestos (1996-2000).
- Secretaria de Estado de Presupuestos y Gastos (2000-2003).
- Ministra de Medio Ambiente (2003-2004).
- Diputada por Murcia en el Congreso de los Diputados (2004-2006).
- Consejera de Transportes de la Comunidad de Madrid (2006-2007).
- Diputada en la Asamblea de Madrid (2007-2011).
- Senadora designada por la Asamblea de Madrid (2011).
- Diputada por la provincia de Jaén en el Congreso de los Diputados (2011-2012).
- Presidenta de la CNMV (2012-2016).
- Diputada por Madrid en el Congreso de los Diputados (desde 2019).